# Ochthebius recticulus
Ochthebius recticulus är en skalbaggsart som beskrevs av Perkins 1980. Ochthebius recticulus ingår i släktet Ochthebius och familjen vattenbrynsbaggar. Inga underarter finns listade i Catalogue of Life.